# 猪川村
猪川村（いかわむら）は、1952年（昭和27年）まで岩手県気仙郡にあった村。現在の大船渡市猪川町にあたる。

## 沿革
- 1875年（明治8年）10月17日 - 水沢県による村落統合にともない、田茂山村と合併して盛村の一部となる。
- 1889年（明治22年）4月1日 - 町村制施行にともない、盛村と分離して旧来の猪川村単独で村制施行し新制の猪川村が発足。
- 1952年（昭和27年）4月1日 - 大船渡町・盛町・赤崎村・立根村・日頃市村・末崎村と合併し、大船渡市となる。

## 行政

### 歴代村長
| 代      | 氏名       | 就任                      | 退任                      | 備考 |
| ------- | ---------- | ------------------------- | ------------------------- | ---- |
| 1 - 2   | 稲沢泰見   | 1889年（明治22年）5月15日 | 1897年（明治30年）5月22日 |      |
| 3       | 鈴木徳治   | 1897年（明治30年）5月26日 | 1901年（明治34年）5月25日 |      |
| 4 - 5   | 千葉幸三郎 | 1901年（明治34年）5月26日 | 1908年（明治41年）6月12日 |      |
| 6 - 7   | 千葉常作   | 1908年（明治41年）7月2日  | 1913年（大正2年）11月10日 |      |
| 8 - 10  | 水野慶三郎 | 1913年（大正2年）11月29日 | 1922年（大正11年）3月22日 |      |
| 11      | 鈴木福三郎 | 1922年（大正11年）3月23日 | 1926年（大正15年）3月22日 |      |
| 12      | 金野栄作   | 1926年（大正15年）4月15日 | 1929年（昭和4年）3月15日  |      |
| 13      | 水野慶三郎 | 1929年（昭和4年）3月16日  | 1929年（昭和4年）4月6日   | 再任 |
| 14      | 金野栄作   | 1929年（昭和4年）6月8日   | 1931年（昭和6年）6月26日  | 再任 |
| 15 - 16 | 千葉久五郎 | 1931年（昭和6年）7月1日   | 1937年（昭和12年）2月28日 |      |
| 17 - 18 | 伊藤栄一   | 1937年（昭和12年）5月29日 | 不詳                      |      |
| 19 - 21 | 千葉復二   | 1946年（昭和21年）6月3日  | 1952年（昭和27年）3月31日 |      |

## 交通
- 岩手開発鉄道日頃市線：猪川駅